# Vaclovas Bernotėnas
Vaclovas Bernotėnas (ros. Вацловас Вацлович Бернотенас; ur. 11 października 1917 w Rewlu (obecnie Tallin), zm. 27 grudnia 1978 w Wilnie) – radziecki żołnierz, kapitan, Bohater Związku Radzieckiego (1944).

## Życiorys
Urodził się w litewskiej rodzinie robotniczej. Studiował na uniwersytecie w Kownie, gdzie również ukończył szkołę wojskową i do 1940 pracował w litewskiej armii jako pracownik kulturowy. Po aneksji Litwy przez ZSRR (lato 1940), został wiosną 1942 powołany do Armii Czerwonej, ukończył przyśpieszony kurs szkoły artylerii w Penzie i następnie skierowany na front wojny z Niemcami. Włączono go w skład 16 Litewskiej Dywizji Strzeleckiej i mianowano dowódcą plutonu pieszego zwiadu 156 Pułku Strzelców w 48 Armii Frontu Centralnego, latem 1943 brał udział w walkach w obwodzie orłowskim w stopniu porucznika, był ranny. Po wojnie został zwolniony do rezerwy w stopniu kapitana, pracował w bibliotece republikańskiej. Jego imieniem nazwano ulice w miastach Zarasai, Kupiškis i Radviliškis.

## Odznaczenia
- Złota Gwiazda Bohatera Związku Radzieckiego (4 czerwca 1944)
- Order Lenina (4 czerwca 1944)
- Order Wojny Ojczyźnianej II klasy (21 lutego 1945)
- Order Znak Honoru

I medale.